# 馬廣榮
馬廣榮（1901年7月12日—1964年7月21日），是天主教加拿大籍神父及魁北克外方傳教會會士。曾任熱河省林東宗座監牧區宗座監牧（1938年-1943年）。

## 生平
馬廣榮出生於1901年7月12日，在加拿大魁北克省西南部的城市若列特。1929年6月9日，馬廣榮在28歲時晉鐸。其後，被派遣前往中國東北傳教。
1938年7月11日，藍德神父獲選為魁北克外方傳教會第二任總會長，且准許辭任林東宗座監牧。1939年3月31日，馬廣榮神父在37歲獲時任教宗庇護十二世任命接替成為林東宗座監牧區宗座監牧。
1943年7月29日，馬廣榮神父在中華民國熱河省林東去世，享年42歲。